# Catarina de Castela, Duquesa de Vilhena
Catarina de Castela (1403 — Saragoça, 19 de outubro de 1439) foi suo jure duquesa de Vilhena e infanta de Castela por nascimento e infanta de Aragão, condessa de Alburquerque e Ampúrias pelo seu casamento com Henrique, Duque de Vilhena.

## Família
Catarina foi a segunda filha e criança nascida de Henrique III de Castela, rei de Castela e Leão, e de Catarina de Lencastre. Seus avós paternos eram João I de Castela e Leonor de Aragão. Seus avós maternos eram João de Gante, duque de Lencastre e Constança de Castela.
Ela teve dois irmãos: Maria, rainha consorte de Aragão como esposa de Afonso V de Aragão, e João II de Castela, rei de Castela e Leão.

## Biografia
Catarina casou-se com o seu primo, o infante Henrique de Aragão, em 12 de julho de 1420, na Torre de Alamín. Ela tinha aproximadamente dezessete anos de idade, e ele, cerca de vinte. Henrique era filho do rei Fernando I de Aragão e de Leonor Urraca de Castela.
O casamento deles fazia parte de um acordo pelo qual o irmão mais velho de Henrique, Afonso, casou-se com Maria, irmã de Catarina, e pelo qual Maria, irmã de Henrique, casou-se com o irmão de Catarina, João.
Após a tentativa do marido de tirar do poder o favorito do rei João II, Álvaro de Luna, eles foram exilados. Eles não receberam o total de seu dote até 1427, que incluía o ducado de Vilhena.
Catarina morreu em 19 de outubro de 1439, após sofrer um aborto.
Viúvo, Henrique casou pela segunda vez com Beatriz Pimentel, e teve um filho.